# Toneu (Oristà)
Toneu és una masia d'Oristà (Lluçanès) inclosa a l'Inventari del Patrimoni Arquitectònic de Catalunya.

## Descripció
Petita masia situada en una feixa prop de la masia del Prat.
Construcció coberta amb teulada a dues vessants i orientada cap a l'oest. El material emprat en la construcció dels murs és pedra irregular i hi ha algunes finestres amb llindes de pedra tallada molt erosionades.
Davant de la casa hi ha una petita lliça coberta. Al costat i davant l'edifici original hi ha una cabana i unes quadres.
En una de les façanes laterals hi ha tres contraforts.

## Història
Aquest mas fou fet entre els segles XVII i XVIII.
Agafà el món de l'antic castell dit del Toneu i situat sobre un serrat a uns 50 metres del mas, ara en ruïnes.
El 9 de maig de 1377 és citat Arnau de Tolneu en un establiment que efectua en el seu favor en Bernat Oloet.